# Beverly (New Jersey)
Beverly is een plaats (city) in de Amerikaanse staat New Jersey, en valt bestuurlijk gezien onder Burlington County.

## Demografie
Bij de volkstelling in 2000 werd het aantal inwoners vastgesteld op 2661.
In 2006 is het aantal inwoners door het United States Census Bureau geschat op 2651, een daling van 10 (-0,4%).

## Geografie
Volgens het United States Census Bureau beslaat de plaats een oppervlakte van
2,0 km², waarvan 1,5 km² land en 0,5 km² water. Beverly ligt op ongeveer 22 m boven zeeniveau.

## Plaatsen in de nabije omgeving
De onderstaande figuur toont nabijgelegen plaatsen in een straal van 12 km rond Beverly.